# Relazione totale
In matematica una relazione binaria R entro un insieme X si dice totale se comunque scelti due elementi a e b in X o a si trova nella relazione con b, o b si trova nella relazione con a (senza escludere che si riscontrino entrambi i fatti).
Con notazione matematica la condizione perché R sia una relazione totale entro X si scrive
{\displaystyle \forall a,b\in X~:~aRb\lor bRa} .
Data una relazione generica R su un insieme X, si dice coppia confrontabile di X per R ogni coppia {a,b} tale che a R b oppure b R a. Quindi si può dire che una relazione binaria entro un insieme è totale se tutte le coppie non ordinate dell'insieme sono dotate della confrontabilità.
Un esempio di relazione totale è la relazione sull'insieme dei numeri reali "essere minore o uguale di": infatti dati due numeri o coincidono, o l'uno è minore dell'altro; in altre parole due numeri reali sono sempre confrontabili rispetto alla relazione {\displaystyle \leq }. Non è invece una relazione totale sui reali la relazione "essere minore di": due numeri coincidenti non sono confrontabili rispetto ad essa. In generale ogni relazione totale deve essere una relazione riflessiva. Invece non è necessariamente una relazione simmetrica, come mostra la {\displaystyle \leq }, e non è necessariamente una relazione transitiva, come mostra quella costituita dalle coppie (a,b), (b,c) e (c,a).
Altre relazioni non totali sono la relazione tra insiemi "essere sottoinsieme di" e la relazione di divisibilità fra interi positivi.
La relazione {\displaystyle \leq } è totale anche se ridotta a sottoinsiemi di {\displaystyle \mathbb {R} } come l'insieme dei razionali o l'insieme degli interi. In effetti si dimostra in generale che ogni restrizione di una relazione totale è anch'essa totale. 
Le relazioni totali di maggiore interesse, come suggeriscono gli esempi dati, sono gli ordinamenti totali.

## Generalizzazioni
Una relazione si dice totale a sinistra (o ovunque definita) se per ogni a in X esiste almeno un elemento b tale che a è in relazione con b. Tale definizione corrisponde a quella di una funzione polidroma.
Una relazione si dice totale a destra se per ogni b in X esiste almeno un elemento a tale che a è in relazione con b. Notare che questa definizione è completamente analoga a quella di funzione suriettiva.
Entrambe queste condizioni sono strettamente più deboli della totalità.